# Cyathopsis
Cyathopsis är ett släkte av ljungväxter. Cyathopsis ingår i familjen ljungväxter.
Kladogram enligt Catalogue of Life:
| Cyathopsis | \| \| Cyathopsis albicans \| \| \| \| \| \| Cyathopsis floribunda \| \| \| \| \| \| Cyathopsis violaceospicata \| \| \| \| |
|            | \| \| Cyathopsis albicans \| \| \| \| \| \| Cyathopsis floribunda \| \| \| \| \| \| Cyathopsis violaceospicata \| \| \| \| |
|            | Cyathopsis albicans |
|            | |
|            | Cyathopsis floribunda |
|            | |
|            | Cyathopsis violaceospicata                                                                                                 |
|            | |